# Marele dodecicosidodecaedru snub
În geometrie marele dodecicosidodecaedru snub este un poliedru stelat uniform cu 104 fețe (80 de triunghiuri și 24 de pentagrame), 180 de laturi și 60 de vârfuri. O proprietate neobișnuită a sa este că cele 24 de fețe pentagramice apar în 12 perechi coplanare. Având 104 fețe este un hecatotetraedru neconvex. Un poliedru neconvex are fețe care se intersectează care nu reprezintă laturi sau fețe noi. Doar cele marcate cu sfere aurii sunt vârfuri, iar cele cu linii argintii sunt laturi.
Are indicele uniform U64 și indicele Wenninger W115. Are diagrama Coxeter–Dynkin .

## Poliedre înrudite

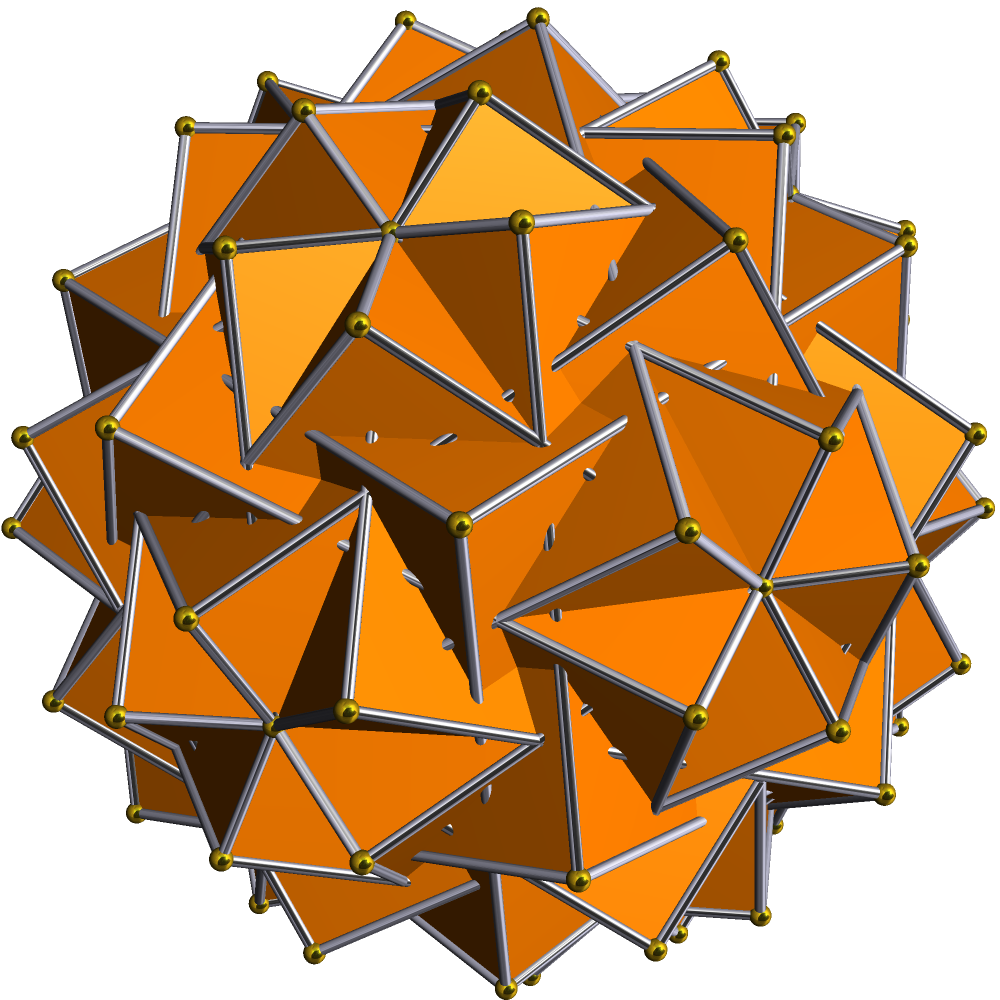
Dual: Marele hexacontaedru hexagonal

Dualul său este Marele hexacontaedru hexagonal.
Are în comun vârfurile și laturile sale, precum și 20 dintre fețele sale triunghiulare și toate fețele sale pentagramice, cu marele dirombicosidodecaedru, (deși acesta din urmă are 60 de laturi care nu apar în marele dodecicosidodecaedru snub). Are în comun celelalte 60 de fețe triunghiulare ale sale (și din nou fețele pentagramice) cu marele dirombidodecaedru disnub.
Laturile și fețele triunghiulare apar și în compusul de douăzeci de octaedre. În plus, 20 dintre fețele triunghiulare apar într-un enantiomer al compusului de douăzeci de tetrahemihexaedre, iar celelalte 60 de fețe triunghiulare apar în celălalt enantiomer.
| Anvelopa convexă                | Marele dodecicosidodecaedru snub | Marele dirombicosidodecaedru            |
| Marele dirombidodecaedru disnub | Compus de douăzeci de octaedre   | Compus de douăzeci de tetrahemihexaedre |

## Imagini
| Colorare tradițională | Colorare modulo 2 |